# Клетъчна биология
Клетъчната биология (позната още като Цитология, от гръцки: κύτος – „клетка“) е поддял на биологията, занимаващ се с изучаването на клетките като цяло. Клетъчната биология разглежда не само състава на клетката, но и функционирането ѝ, както и взаимодействието между клетките и други клетки, или между клетките и околната среда. Началото на клетъчната биология е поставено от Робърт Хук, който за пръв път наблюдава под микроскоп клетки от корк.
Клетката е фундаментална единица на живота! Този извод дава нов старт на биологията като цяло и дава централно място на клетката в науката за живота. Всичко живо произлиза от една-единствена клетка.
Клетъчната биология е комплексна наука, тясно свързана с другите поддялове на биологията, където разграничаването на една отделна наука на практика е невъзможно. Изучаването на състава на клетката, как отделните ѝ съставни единици обработват информация, осъществяват сложна група от взаимноорганизирани процеси (химични реакции) и поддържат равновесие помежду си, включва много дялове от биологията (микроскопия, генетика, физиология, биохимия и др.) в базата си от инструменти.

## История на изучаването на клетката
За първи път в Европа клетките са наблюдавани през 17 век с изобретяването на съставния микроскоп. През 1665 г. Робърт Хук нарича градивния блок на всички живи организми „клетки“, след като разгледа парче корк и наблюдава клетъчната му структура. Няколко години по-късно, през 1674, Левенхук е първият, който анализира клетки на жив организъм, в неговото изследване на водораслите (algae).

## Клетката като организъм
По устройство клетката прилича на един отделен организъм – тя съдържа изключително многообразие от органели, които варират при различните видове клетки. Във всеки един момент клетката поддържа равновесие на процесите, протичащи в органелите, равновесие на различните вещества, контрол върху потока на вещества през клетъчната плазмена мембрана и контрол върху количеството и вида произвеждани и асимилирани протеини. Този контрол върху синтезирането и разграждането на веществата се нарича метаболизъм и главен контролен орган върху него е ДНК-то на клетката, съдържащо се в нейното ядро. Броя и вида на органелите варират при различните видове клетки, но в общ вид органелите са следните:

### Плазмена мембрана
Плазмената мембрана е най-външния органел на клетката. Тя е двупластова затворена повърхност от липиди, съдържаща характерни за всяка клетка захариди и белтъци. Плазмената мембрана проявява т.нар. избирателна пропускливост, т.е. при определени състояния пропуска някои вещества, а за други се оказва спираща преграда. Характерно свойство на плазмената мембрана е нейната строга индивидуалност – видът на всяка клетка може да бъде разпознат по мембраната (вида на захаридите и белтъците, които участват в строежа ѝ). Така белите кръвни телца в имунната система разпознават клетките-вредители и ги унищожават.

### Ядро
Не всички клетки имат обособено ядро. То е характерно само за еукариотите. В него се разполага ДНК на клетката. В началото ядрото е смятано за монолитен органел, но едва по-късно става ясно, че в него съществува област, наречена ядърце. Впоследствие се установява, че ядърцето е немембранна част от ядрото, богата на РНК. Докато мембраната на клетката е двупластова, то мембраните на останалите органели са еднопластови (по-особено е положението при митохондрии и хлоропласти). Такава е и мембраната на ядрото. Тя има пори, през които се осъществява обмяната на РНК вътре и вън от ядрото, както и на някои белтъци и белтъчни комплекси.

### Цитозол и цитоплазма
Между плазмената мембрана и ядрото се разполага една огромна област от клетката, изпълнена с подобна на гел течност – цитозола. Освен вода той съдържа и други вещества. Цитоплазма се нарича цялата област между плазмената мембрана и ядрото. Тя съдържа цитозола, клетъчните органели, както и малки нишкообразни структури (белтъчни агрегати и др.), които осигуряват относителна стабилност на органелите.

### Вакуола
Вакуолата е мембранен контейнер на вещества. Във вакуолите се съхраняват различни вещества, които ще бъдат асимилирани по-късно от клетката. В зависимост от вида на клетката варира и броя и големината на вакуолите в нея. Най-богати на вакуоли (които имат голям обем) са растителните клетки. Има сериозни различия между растителната и животинската вакуола. Растителната заема централно място в клетката, тя е голяма и постоянна. В нея се съдържат различни вещества, известни като растителни сокове. Животинските вакуоли са с малки размери и са временни. Това са най-често храносмилателни вакуоли, обслужващи процеси като фагоцитоза или свивателни вакуоли, свързани с отделянето на излишната за клетката вода. Клетъчният център при животинските клетки е представен от две центриоли, които отсъстват в растителната. Центриолите са непостоянен органел, забелязван само при клетъчно делене.

### Ендоплазмена мрежа,апарат на Голджи
Ендоплазмената мрежа е комплексен мембранен органел, съдържащ множество отделения, които се разполагат във вид на мрежа. Оттам идва и името му. Ендоплазмената мрежа бива два вида: гладка и зърнеста.

#### Гладка ендоплазмена мрежа
Мембранните структури са свободни и към тях няма прикрепени рибозоми. Основните функции на гладката едноплазмена мрежа включват синтеза на мазнини, фосфолипиди, стероидни хормони в надбъбречните и половите жлези, натрупване на калциеви йони в скелетните мускулни клетки и обезвреждане на токсични вещества и лекарства в клетките на черния дроб.

#### Зърнеста ендоплазмена мрежа
Тук към мембраните са прикрепени стотици, дори хиляди рибозомни комплекси, където се осъществява синтез на белтъци или ензими, от където идва и името ѝ – зърнена ендоплазмена мрежа. Синтеза на белтъци е сложен процес, известен още като ДНК-транслация, при който сегменти от ДНК записани в РНК и обработени, се превръщат в белтъчни структури. Белтъците синтезирани от прикрепените рибозоми преминават директно през мембранните канали и попадат в пространството вътре в ендоплазмената мрежа и така са изолирани от цитоплазмата. Зърнестата ендоплазмена мрежа се среща в големи количества в клетки, чиито функции са свързани с произвеждането на много белтъци. При животните, такива клетки са жлезистите, клетките на храносмилателната система (ензими), клетките на млечните жлези. При растенията такива клетки са клетките на паренхима и др.

### Митохондрии
Митохондриите са органелите, които усвояват енергията от асимилацията на вещества и я превръщат в молекули АТФ (аденозинтрифосфат), които кондензират енергията. Връзките в АТФ са много по-богати на енергия от обикновените ковалентни връзки, наречени макроергични. За да се различават от другите връзки се бележат със символа тилда (~).
Митохондриите са особени органели, те съдържат собствена кръгова ДНК, което означава, че клетъчната ДНК не съдържа информация за точното „изработване“ на тези органели. По тази причина се счита, че митохондриите произлизат от древна клетка, която е била погълнати от по-голяма клетка и така двете единици са живели в симбиоза. Наличието на митохондрии във всички познати клетки предполага, че това се е случило много отдавна при самото възникване на първите клетки (преди около 3,5 млрд. години).

### Центриоли
Центриолите не са постоянни, те се появяват само когато възниква делене на клетката (митоза, амитоза). Те играят важна роля в деленето на клетката и разпределението на органелите в двете дъщерни клетки.

### Други органели
В клетката се съдържат и други органели като лизозоми, пероксизоми и микротръбички. Това обаче не означава, че техните функции са маловажни.

## Цел и средства на науката клетъчна биология
Целта на клетъчната биология е пълно опознаване на строежа и функциите на клетката. Това обаче е невъзможно без участието на много други подраздели на биологията, както е невъзможно без сложната апаратура, която бива обновявана и усъвършенствана всеки ден. От началото, когато Хук наблюдава първите клетки от коркова тъкан през своя микроскоп, до днешни времена, когато за тази цел се използва изключително многообразие от клетъчни образци, наблюдавани през електронни микроскопи и получената информация, обработвана чрез мощни компютри и сложни софтуерни решения.

## Надежди на клетъчната биология
Докато целите на цитологията са много, надеждите на тази наука са малко, но горещи. Борбата с болестите и остаряването са най-основния мотив за прогреса на клетъчната биология. Намирането на лекарства и ваксини срещу опасните болести като вируса на СПИН или птичия грип, както и много други опасности, е най-спешната необходимост на човечеството. В тази насока се влагат сериозни ресурси и всеки ден една малка стъпка отнася цитологията напред. Но с началото на 21 век идва и надеждата за нови средства и нови успехи и най-дългоочакваният ден, когато човек ще бъде освободен от всички болести и вредители.